# Провулок Анатолія Кудрицького
Прову́лок Анато́лія Кудри́цького — провулок в Шевченківському районі міста Києва, місцевість Татарка. Пролягає від Якубенківської вулиці до Квітучого провулку.

## Історія
Провулок виник у 2-й половині XIX століття під назвою Катерининський. У 1939 році провулок набув назву Фонвізінський, на честь російського письменника Дениса Фонвізіна. З 1944 року знову мав назву Катерининський провулок. З 1955 року мав назву Провулок Тропініна на честь російського художника Василя Тропініна.
Сучасна назва на честь українського дослідника історії України XX століття Анатолія Кудрицького — з 2024 року. 

## Пам'ятки архітектури та містобудування
Будинок № 5 — колишній особняк, збудований 1912 року у стилі модерн, має статус щойно виявленої пам'ятки архітектури та містобудування. На стіні будинку збереглася табличка кінця XIX — початку XX століття, яка засвідчує, що будинок застрахований страховим товариством «Росія».

## Зображення

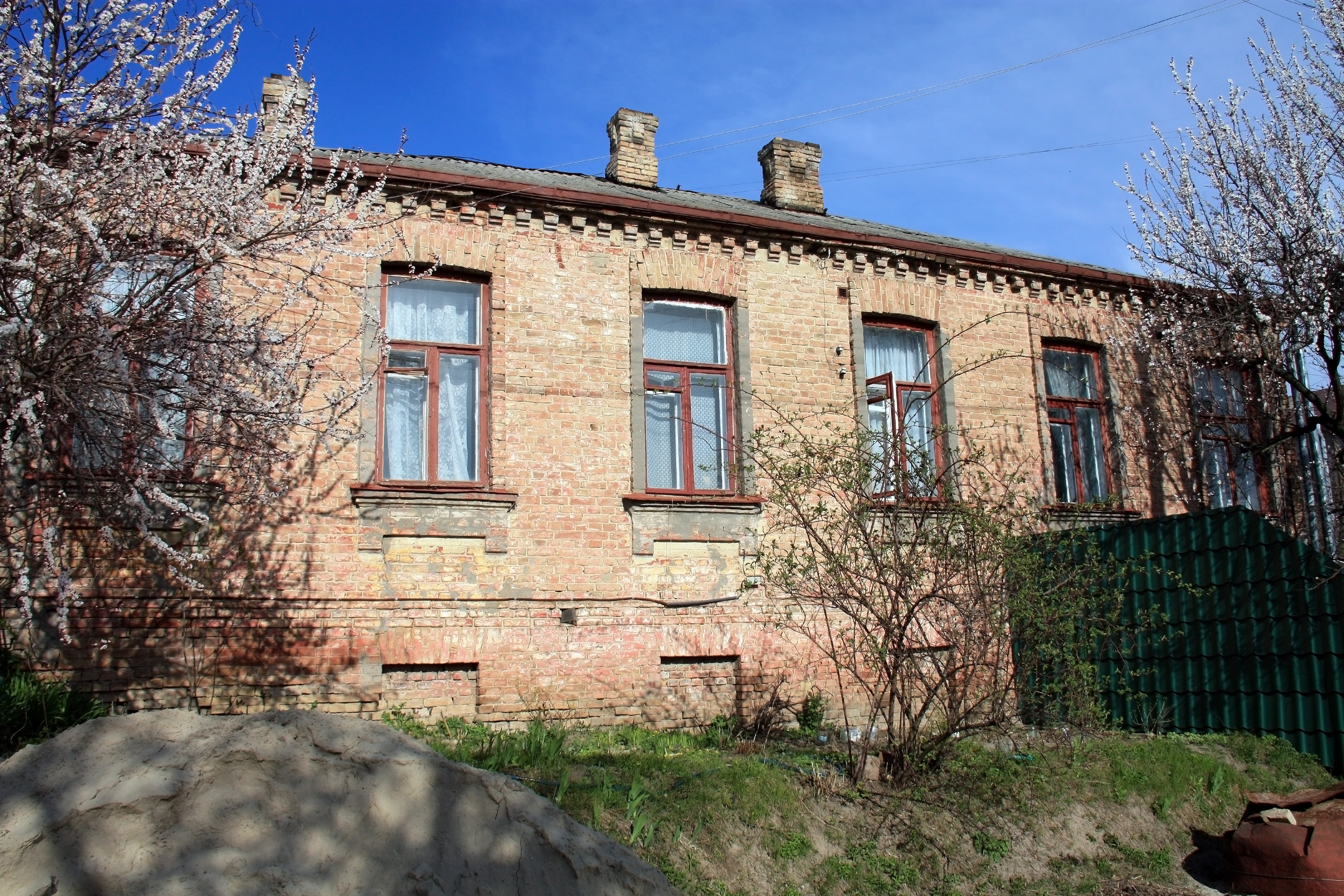
Будинок № 3
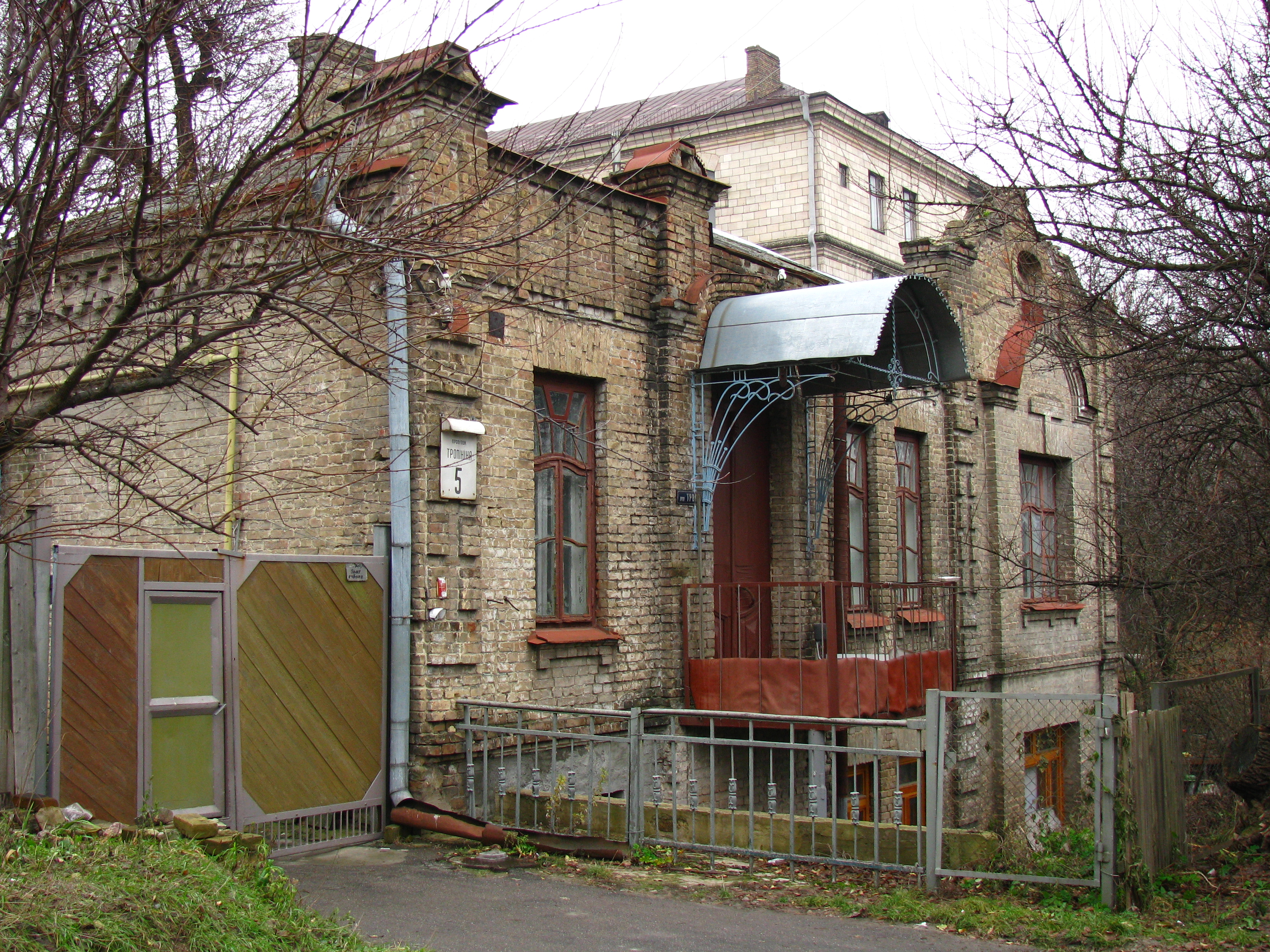
Будинок № 5
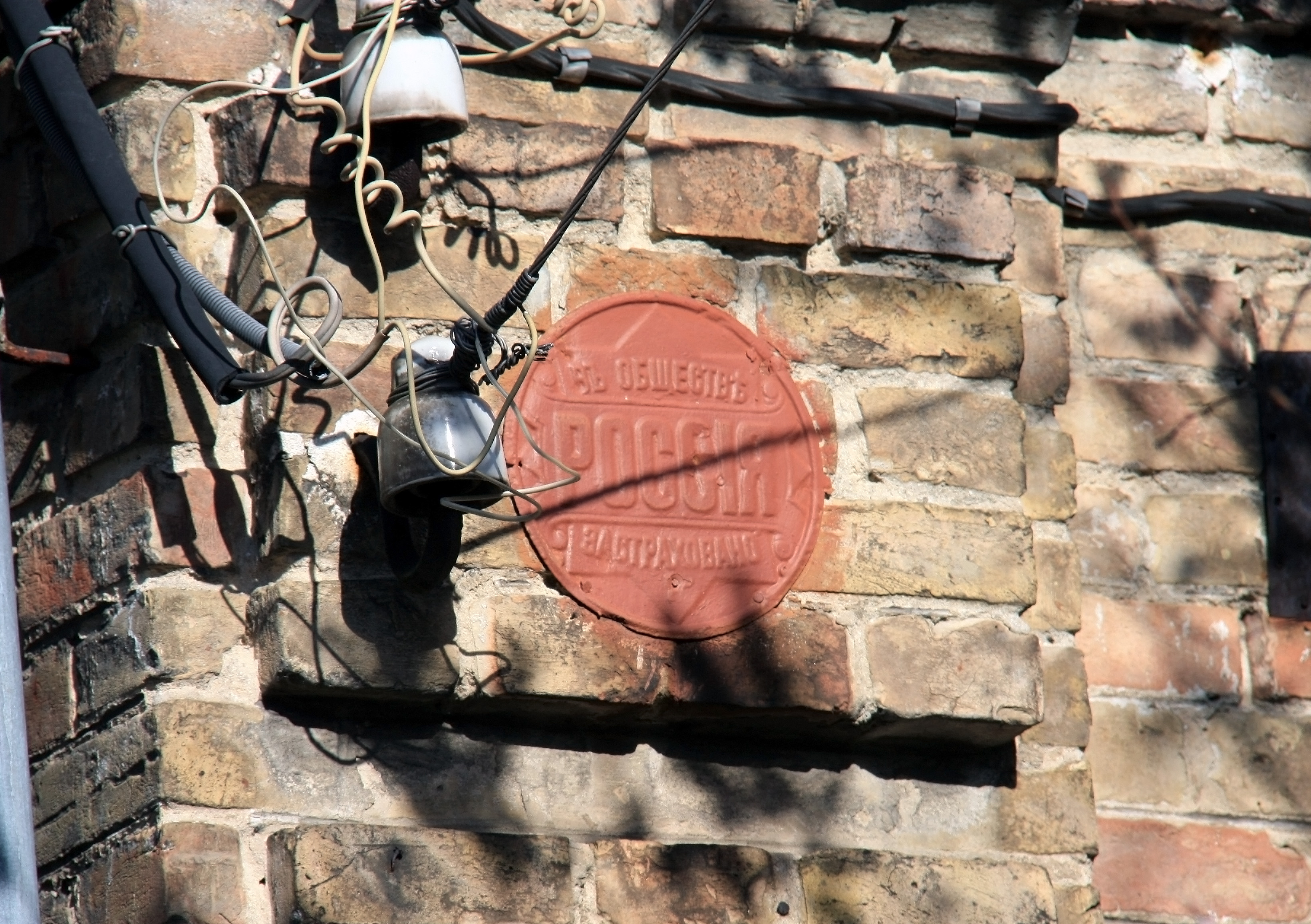
Табличка страхового товариства на буд. № 5